# Het schoolopstel
Het schoolopstel is een hoorspel van Erwin Wickert. Der Klassenaufsatz werd op 19 januari 1954 door de Südwestfunk uitgezonden. De VARA volgde op woensdag 8 oktober 1958. De vertaling was van Jo Terlouw en de regie was in handen van S. de Vries jr. Voor de elektronische effecten zorgde Arie Brandon. De uitzending duurde 65 minuten.

## Rolbezetting
- Louis de Bree (de leraar Siebusch)
- Frans Somers (Geiger)
- Corry van der Linden (Christa Daniels)
- Paul van der Lek (Lohmann)
- Thom Hakker (Müller-Detmold)
- Jan Borkus (von Scholz)
- Jan van Ees (Kilian)
- Barbara Hoffman (Eva)
- Donald de Marcas (de journalist Wells)
- Huib Orizand (de redacteur van het plaatselijke blad)
- Hans Veerman (luitenant Georgi)
- Dick van ’t Sant (een leraar)
- Daan van Ollefen (de conciërge Schirmer)
- Ingrid van Benthem (de tante van Kilian)
- Els Buitendijk (de secretaresse van Lohmann)

## Inhoud
Een man, Geiger genaamd, keert na 28 jaar terug naar de stad waar hij het gymnasium bezocht. Een onbestemd verlangen drijft hem ertoe zijn school weer te zien. Uiterlijk is ze nauwelijks veranderd. Hij vindt het oude klaslokaal terug en hij herinnert zich zijn medeleerlingen en zijn leraar. En hij herinnert zich ook een opstel  dat de leraar hen kort voor het eindexamen liet schrijven. Het onderwerp luidde: "Hoe ik me mijn leven voorstel". Wat is er nu van het leven van de toenmalige leerlingen geworden? In elke mate hebben ze hun dromen en plannen gerealiseerd? Er was een leerling bij die een regelrechte termijnkalender voor zijn beambtencarrière had uitgewerkt en had daarmee voor veel jolijt gezorgd. Heel wat jaren na elkaar hield hij er zich aan, tot hij er op een dag onvoorzien een abrupt einde aan maakte. Een andere leerling had voor een loopbaan als officier gekozen, omdat hij daarin traditie en onaangetaste waarden meende te kunnen vinden. Hij geraakte zoals vele anderen in een conflict, dat in de gebeurtenissen van de 20ste juli (de aanslag op Hitler) zijn uitdrukking vond. In zijn hoorspel schetst Erwin Wickert dwaasheid en geluk, streven en mislukking van zeven mensen die model staan voor hun generatie...